# Seddik Bouhadda
Seddik Bouhadda est un footballeur algérien né le 25 janvier 1981 à Oran. Il évoluait au poste de gardien de but au MC Saïda.

## Biographie
Il joue en Division 1 avec les clubs du MC Oran, du MC Alger, du MC Saïda, et enfin de l'ASM Oran.

## Palmarès
- Accession en Ligue 1 en 2014 avec l'ASM Oran.